# São Miguel da Boa Vista
São Miguel da Boa Vista é um município brasileiro do estado de Santa Catarina.  Localiza-se na Região Geográfica Imediata de Maravilha e na Região Geográfica Intermediária de Chapecó, estando a uma altitude de 468 metros. Possui uma área de 71,922 km².

## Datas
- Data de fundação - 9 de janeiro de 1992, data festiva
- 25 de julho (Festa do Colono e Dia do Motorista)
- 29 de setembro (Dia de São Miguel)